# Quai Saint-Exupéry
Der Quai Saint-Exupéry liegt am Seineufer im 16. Arrondissement von Paris.

## Lage
Der Kai verläuft als Einbahnstraße von der Grenze zum Département Hauts-de-Seine (Boulogne-Billancourt) zum Boulevard Murat.

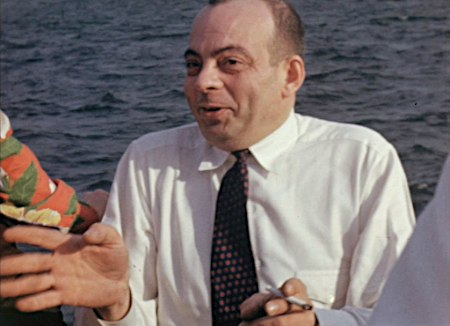
Antoine de Saint-Exupéry

## Namensursprung
Diese Straße ist nach Antoine de Saint-Exupéry (1900–1944), französischem Schriftsteller, Dichter und Flieger, benannt.

## Geschichte
Diese Straße, die als Quai du Point-du-jour entstand, war Teil der „Hauptstraße Nr. 1“, die sich früher in voller Länge auf dem Gebiet von Boulogne-Billancourt befand und per Dekret vom 3. April 1925 an Paris angegliedert und klassifiziert wurde. Sie wurde durch eine Verordnung vom 11. Oktober 1932 zwischen dem Boulevard Murat und der Grenze der alten Festungsanlage in das Pariser Straßennetz aufgenommen.
Per Dekret vom 2. April 1976 bekam der „Quai du Point-du-Jour“ seinen heutigen Namen.

## Sehenswürdigkeiten
- Nr. 8: Trinquet Chiquito de Cambo, Anlage für das Baskische Pelota
- Nr. 12: Tennisanlage Niox[2]